# Chimillas
Chimillas (aragonesisch: Chimiellas) ist ein spanischer Ort und eine Gemeinde (Municipio) in den Pyrenäen mit 410 Einwohnern (Stand: 2024). Sie liegt in der Provinz Huesca der Autonomen Gemeinschaft Aragonien.

## Lage
Chimillas liegt etwa sechs Kilometer nordwestlich von Huesca. Im Südosten der Gemeinde befindet sich der kleine Stausee Alberca de Cortes. Eine Exklave der Gemeinde umgibt die Casa Molera.

## Sehenswürdigkeiten
- Iglesia San Jorge (Georgskirche) aus dem 17. Jahrhundert

## Bevölkerung
| Jahr      | 1900 | 1910 | 1930 | 1940 | 1950 | 1960 | 1970 | 1981 | 1992 | 2001 | 2011 | 2020 |
| --------- | ---- | ---- | ---- | ---- | ---- | ---- | ---- | ---- | ---- | ---- | ---- | ---- |
| Einwohner | 734  | 650  | 588  | 485  | 401  | 369  | 569  | 406  | 152  | 197  | 358  | 402  |